# Kanton La Roche-sur-Yon-Sud
Kanton La Roche-sur-Yon-Sud (fr. Canton de La Roche-sur-Yon-Sud) je francouzský kanton v departementu Vendée v regionu Pays de la Loire. Tvoří ho 10 obcí.

## Obce kantonu
- Aubigny
- Chaillé-sous-les-Ormeaux
- Fougeré
- La Chaize-le-Vicomte
- La Roche-sur-Yon (jižní část)
- Les Clouzeaux
- Le Tablier
- Nesmy
- Saint-Florent-des-Bois
- Thorigny